# Remisier
Le remisier est un opérateur qui jouait un rôle important à la Bourse de Paris en recrutant une clientèle pour les agents de change qui lui concédaient en échange une remise d'un tiers sur les courtages facturés.

## Histoire
Les remisiers n'intervenaient pas directement dans la négociation de valeurs mobilières, en raison du monopole imposé par les règlementations mais ils jouaient un rôle très important en étant au contact direct de la clientèle des investisseurs.
Entre 1895, date où ils doivent figurer sur les listes du personnel des agents de change, et 1913, le nombre de remisiers recensés à Paris a quadruplé pour atteindre un peu moins d'un millier, tandis que l'effectif total des charges d'agents de change est passé d'un peu plus de 1 800 à plus de 2 800. Leur rôle était de tenter de placer des produits financiers dans toutes les catégories de la population, y compris les immigrés, d'où une proportion importante de remisiers italiens et allemands. En 1901, un compromis entre les agents de change et les coulissiers permet à ces derniers d'avoir le statut de remisiers, avec en général des remises très élevées.